# Coelotes kimi
Coelotes kimi là một loài nhện trong họ Amaurobiidae.
Loài này thuộc chi Coelotes. Coelotes kimi được miêu tả năm 2009 bởi Joo-Pil Kim & Park.